# Épiderme (botanique)

Épiderme inférieur et supérieur d'une feuille.

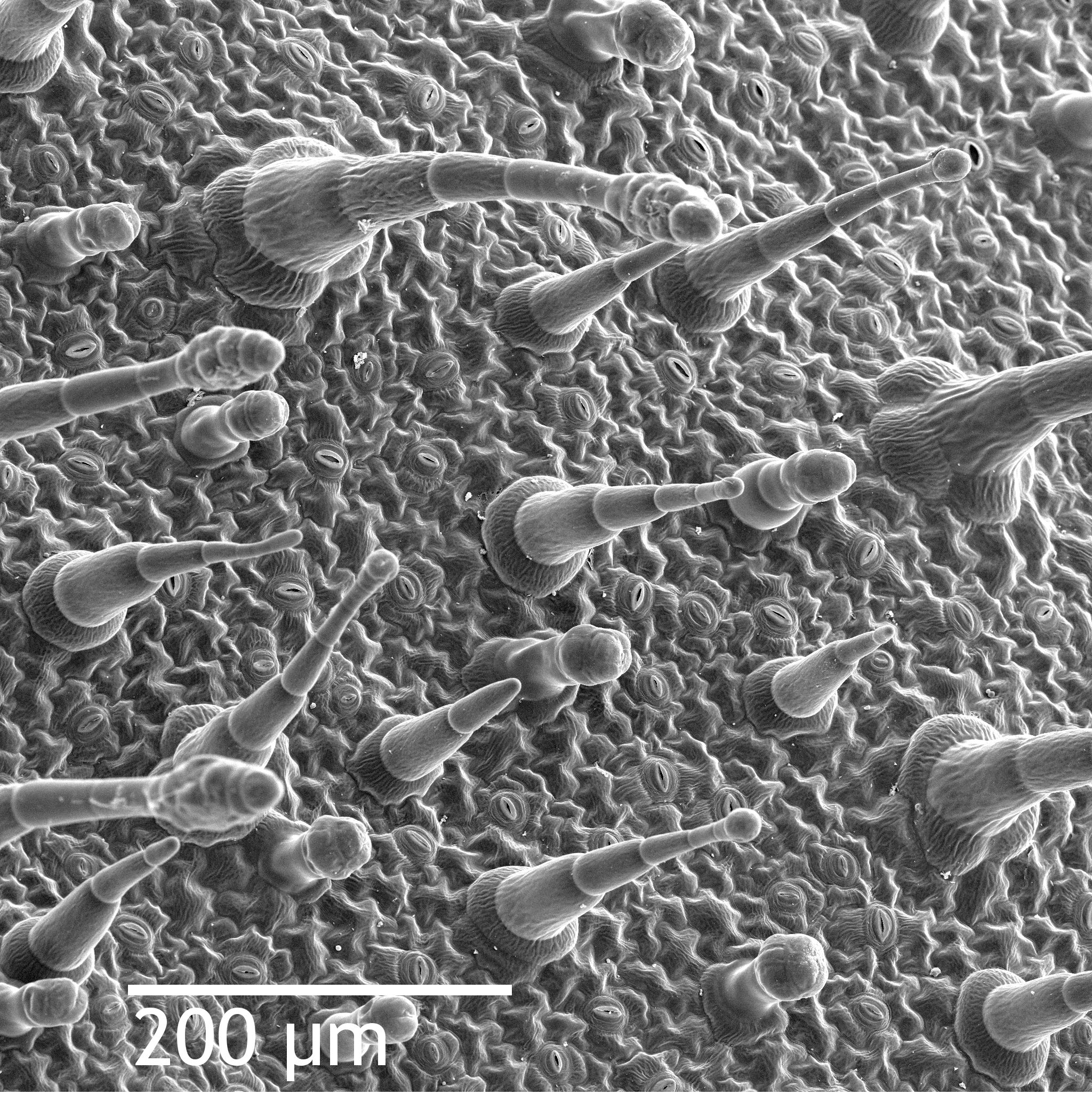
Vue au MEB de la surface supérieure d'une feuille de Nicotiana alata montrant la surface de l'épiderme, les trichomes et les stomates (visibles en pleine résolution).

Cet article concerne l'épiderme en tant que tissu constituant le revêtement extérieur des plantes. Pour les autres sens, voir Épiderme.
En botanique, l'épiderme est le tissu végétal superficiel formant une couche protectrice continue à la surface des parties aériennes d'une plante, tant que les structures sous-jacentes sont primaires (jeune tige, feuille, fleur, etc.). Le tissu superficiel primaire des racines est appelé rhizoderme ou assise pilifère. Chez les plantes capables de croissance secondaire (en épaisseur), l'épiderme se délite sous l'effet de l'augmentation de circonférence, faisant progressivement place à un tissu protecteur d'origine secondaire issu du phellogène, le suber.

## Fonctions
Ses principales fonctions sont de prévenir les dommages mécaniques et de limiter des pertes d'eau, tout en permettant les échanges gazeux entre la plante et l'air ambiant (O2, CO2) et la transpiration.
L'épiderme est parfois multistrate ou pluristrate (par exemple chez les Orchidacées, Pipéracées, Moracées, Malvacées) mais il est le plus souvent constitué d'une seule strate de cellules étroitement jointives, dépourvues de chloroplastes (à l'exception de ptéridophytes, Orchidacées et de plantes aquatiques), et dont la paroi externe est épaissie et rendue imperméable par un dépôt de cires et de cutine formant la cuticule. La cuticule est elle-même généralement recouverte de cire épicuticulaire fortement hydrophobe, et dont l'ultrastructure renforce parfois l'effet protecteur (effet lotus).
La continuité de l'épiderme (surtout des feuilles) est interrompue par des pores, les stomates, permettant les échanges entre la plante et l'air ambiant. Chaque stomate est formé d'un petit orifice, l'ostiole, entouré d'une paire de cellules spécialisées, les cellules de garde, qui contrôlent son ouverture à la manière d'une valve et régulent ainsi les échanges gazeux et la transpiration.
En fonction des espèces, certaines cellules se différencient pour former des excroissances ou des poils (trichomes), éventuellement glandulaires.